# Srbi u Njemačkoj
Srbi u Njemačkoj (njem. Serben in Deutschland, srp. Срби у Немачкој) su etnička skupina u Njemačkoj.

## Povijest
Prvi Srbi koji su se naselili u Njemačkoj bili su srpski obrtnici i sezonski radnici, koji su počeli dolaziti početkom 20. stoljeća. Završetkom Drugoga svjetskog rata, iz Jugoslavije u Njemačku, zbog odmazde komunističke vlasti, bježi njemačko stanovništvo, kao i dio srpskih monarhista i hrvatskih nacionalista. Masovnije doseljavanje radnih migranata, tzv. gastarbajtera (njem. Gastarbeiter) zbilo se nakon 1968. godine i potpisivanja sporazuma o zapošljavanju između SFRJ i SR Njemačke. Nakon toga, novi val doseljavanja zbio se raspadom i ratovima na području bivše Jugoslavije 90-ih godina 20. stoljeća.

## Demografija
Po Središnjem registru stranaca (njem. Ausländerzentralregister) u Njemačkoj živi 260.212 srpskih državljana
| Kretanje broja državljanja Srbije u Njemačkoj od 2008. do 2015. godine |             |             |             |             |             |             |             |             |
| Državljanstvo u trenutku dolaska ↓d1                                   | 31.12.2008. | 31.12.2009. | 31.12.2010. | 31.12.2011. | 31.12.2012. | 31.12.2013. | 31.12.2014. | 31.12.2015. |
| Državljani Srbije (bez Kosova) ↓d2                                     | 136.152     | 164.942     | 179.048     | 197.984     | 202.521     | 205.043     | 220.908     | 230.427     |
| Državljani Srbije (s Kosovom) ↓d2                                      | 313.482     | 287.839     | 272.061     | 252.541     | 242.479     | 241.374     | 252.468     | 260.212     |
| Državljani Srbije i Crne Gore ↓d3                                      | 352.045     | 382.083     | 393.788     | 404.690     | 415.881     | 429.336     | 456.107     | 491.598     |
| Državljani Jugoslavije ↓d4                                             | 925.605     | 915.200     | 915.734     | 913.501     | 928.435     | 963.056     | 1.025.518   | 1.113.761   |

| Državljani Srbije po njemačkim saveznim državama |                                   |                                   |                            |
| Savezna država                                   | Državljani Srbije ↓d2 (s Kosovom) | Državljani Srbije i Crne Gore ↓d3 | Državljani Jugoslavije ↓d4 |
| Sjeverna Rajna-Vestfalija                        | 66.707 (72.498)                   | 132.829                           | 260.912                    |
| Baden-Württemberg                                | 42.712 (48.372)                   | 104.496                           | 259.572                    |
| Bavarska                                         | 31.861 (41.748)                   | 83.846                            | 229.157                    |
| Hessen                                           | 24.492 (27.545)                   | 40.050                            | 111.739                    |
| Donja Saska                                      | 20.694 (22.150)                   | 45.092                            | 67.132                     |
| Berlin                                           | 12.981 (14.485)                   | 20.162                            | 56.876                     |
| Porajnje-Falačka                                 | 7.546 (8.852)                     | 20.143                            | 42.447                     |
| Hamburg                                          | 7.354 (7.368)                     | 11.558                            | 28.205                     |
| Schleswig-Holstein                               | 3.255 (3.448)                     | 7.430                             | 13.733                     |
| Bremen                                           | 3.029 (3.312)                     | 5.653                             | 9.795                      |
| Tiringija                                        | 2.397 (2.432)                     | 4.669                             | 6.373                      |
| Saska                                            | 2.203 (2.259)                     | 5.229                             | 8.054                      |
| Saska-Anhalt                                     | 1.615 (1.828)                     | 3.551                             | 6.118                      |
| Brandenburg                                      | 1.498 (1.543)                     | 2.120                             | 4.412                      |
| Saarland                                         | 1.217 (1.398)                     | 3.526                             | 6.823                      |
| Mecklenburg-Zapadno Pomorje                      | 866 (974)                         | 1.244                             | 2.413                      |

1. ↑d1 Odnosi se na državljanstvo koje je osoba imala u trenutku ulaska u Njemačku, odnosno podnošenja zahtjeva za boravak
2. ↑d2 Do 2008. godine sadrži i stanovništvo Kosova, a nakon 2008. godine, njemačka statistika državljane Kosova vodi zasebno
3. ↑d3 Sadrži stanovništvo iz Srbije (s Kosovom) i Crne Gore
4. ↑d4 Sadrži stanovništvo iz Srbije (s Kosovom), Hrvatske, Slovenije, Bosne i Hercegovine, Crne Gore i Makedonije

## Sport
U Njemačkoj djeluje nekoliko srpskih športskih klubova:
- FK "Vrbas" Koeln
- FK "Srbija" Duesseldorf
- FK "Stari Prijatelji" Duesseldorf
- FK "Jugoslavija" Wuppertal
- FK "Srbija" Leverkusen
- KK "Staru Prijatelji" Duesselfdorf
- FK "Dušan Silni" Koeln
- FK "OFK Beograd" Stuttgart
- Sportsko Društvo "Krajina" Suessen
- Basket "Srbija" München
- FK "Jugoslavija Erlangen 1971" Erlangen
- KK "Bačka" München
- Kuglaški Klub "EURO 92" München
- Kuglaški Klub "EURO" München
- SD "Jastrebac" München
- SK "Srbija" München
- SK FK "Banja Luka" München
- Srpski Pravoslavni Klub "Vuk Karadžić" Straubing
- SSD "Nikola Tesla" Hamburg

## Religija
U Njemačkoj se nalazi više srpskih pravoslavnih hramova, dva samostana i jedan skit, koji pripadaju eparhiji Dusseldorfskoj i cijele Njemačke SPC:
- Hram sv. Jovana Vladimira, München
- Hram sv. Save, Düsseldorf
- Hram Sabora Srba svetih, Stuttgart
- Hram sv. Petke, Karlsruhe
- Hram Vaskrsenja Hristovog, Frankfurt
- Kapela sv. apostola i evangeliste Luke, Frankfurt
- Hram sv. arhangela Mihaila, Villingen-Schwenningen
- Hram sv. Kozme i Damjana, Ulm
- Hram sv. velikomučenika cara Lazara Kosovskog, Kassel
- Hram Vozviženja Časnog krsta, Koeln
- Hram sv. Save, Berlin
- Hram Vaskrsenja Gospodnjeg, Berlin
- Hram sv. Ćirila i Metodija, Nürnberg
- Hram sv. velikomučenika Georgija, Osnabrück
- Hram sv. Stefana i Jelene, Augsburg
- Hram prepodobnog Simeona Mirotočivog, Regensburg
- Hram sv. Simona Monaha, Mannheim
- Hram sv. Save, Freiburg
- Hram sv. srpskih Novomučenika, Friedrichshafen
- Hram sv. Georgija, Bremen
- Hram sv. arhangela Mihaila, Hamburg
- Hram sv. Save, Hannover
- Hram Vaznesenja Gospodnjeg, Würselen
- Hram sv. Vasilija Ostroškog, Bielefeld
- Hram Rođenja Presvete Bogorodice, Wuppertal
- Hram sv. apostola Luke, Dortmund
- Hram sv. arhiđakona Stefana, Essen
- Manastir Uspenja Presvete Bogorodice, Hildesheim, Donja Saska
- Manastir sv. Justina Ćelijskog, Eiterfeld, Essen

## Poznati Srbi u Njemačkoj
- Andrea Petković, tenisačica
- Stefan Kapičić, glumac
- Slobodan Komljenović, nogometaš
- Neven Subotić, nogometaš
- Marko Pešić, košarkaš
- Marko Marin, nogometaš
- Zvjezdan Misimović, nogometaš
- Marko Đurđević, ilustrator i strip crtač
- Bata Ilić, pjevač
- Gojko Mitić, redatelj i glumac
- Branko Tomović, glumac
- Dejan Ilić, fizikokemičar i pronalazač
- Milan Kojić, pronalazač
- Svetislav Ivan Petrović, glumac
- Aleksandro Petrović, nogometaš
- Tamara Milosevic, autor dokumentarnih filmova
- Marjan Petković, nogometaš
- David Vržogić, nogometaš
- Nina de Lianin, pjevačica, model, plesačica i glumica[6]
- Dragan Paljić, nogometaš
- Wolfgang Nešković, političar
- Nikola Mladenović, nogometaš
- Dejan Janjatović, nogometaš
- Marko Savić, vaterpolist
- Vladimir Ranković, nogometaš
- Danko Bošković, nogometaš
- Predrag Stevanović, nogometaš
- Aleksandar Stevanović, nogometaš
- Sreto Ristić, bivši nogometaš i trener
- Zlatan Alomerović, nogometaš
- Kristian Sprećaković, nogometaš
- Ljiljana Banjanin Vukić, dječja pjesnikinja[7]
- Živanka Vasić, dječja pjesnikinja[7]
- Dragica Matejić Schröder, dječja pjesnikinja[7]
- Slavica Mastikosa Panzalović, dječja pjesnikinja[7]
- Zorka Avramović Čordašević, dječja pjesnikinja[7]
- Ruža Mijović Šorić, dječja pjesnikinja[7]
- Borica Perišić Đekanović, dječja pjesnikinja[7]
- Ljubiša Simić, dječji pjesnik[7]

## Vanjske poveznice
- Centralni savjet Srba u Njemačkoj (srp.), (njem.)